# كايل جين بابتيست
كايل جين بابتيست (3 ديسمبر 1993 - 29 أغسطس 2015 ممثل أمريكي شاب ذو أصول إفريقية الذي أدى في دور جان فالجان في البؤساء.
في 29 أغسطس 2015 توفي جراء طلق الناري في بروكلين، نيويورك

## حياته
كان جان باتيست ابن هايتيين ولد سيرج جان باتيست وسونيا جان باتيست. وكان ابن شقيق ماري جان باتيست. وكان لديه شقيقة، كيلسي، ومعه كان وثيق. وقال أنه حضر فيوريلو لاغوارديا. مدرسة ثانوية، حيث كان يعرف أنه مع الممثل أنسيل إلغورت. ظهر الاثنان معا في أداء المدرسة الثانوية من مثبتات الشعر.
بعد المدرسة الثانوية، حضر جان باتيست جامعة بالدوين والاس في بيريا، أوهايو. وخلال زيارته كبار يحتذى، وقال أنه غنى مجموعة مختارة من الموسيقى مرة واحدة، تلاه سهم «المجد» من فيلم سلمى. وكان التينور. وخلال عرض، كان رآه البؤساء المخرجين الصب. وفي اليوم بعد التخرج، وطلبوا منه الانضمام المدلى بها.

## أعماله
يظهر الإقليمي يقوم جان باتيست في شملت الغناء تحت المطر، الموسيقى مان، في عام 2014، ولعب دور إنتاج البؤساء في مهرجان شكسبير ولاية ايداهو.

## وفاته
توفي جان بابتيست في 29 أغسطس 2015 في بيدفورد في بروكلين التي تقع في نيويورك في مستشفى ودهول في القسم بيدفورد-ستثفسنت من بروكلين، نيويورك، بعد أن هبط أربعة طوابق من النجاة من الحريق والدته. وفي وقت سابق من مساء ذلك اليوم، كان قد حضر الحفل في 54 أدناه عن طريق صديق وزميل أندرو Kotzen. في المساء قبل، كان قد شارك في الأداء الختامي له من البؤساء. وكان عمره 21 سنة.
الإفراج عن إنتاج البؤساء بيان، قائلا: «تشعر بالصدمة وكامل الأسرة البؤساء ودمرت من قبل الخسارة المفاجئة والمأساوية من كايل، وهو المواهب الشابة الرائعة والشخص الكبير الذي جعل السحر - والتاريخ - في كتابه أول مرة في برودواي ونحن نبعث خالص تعازينا لأسرته ويطلب منك أن تحترم خصوصياتهم في هذا الوقت العصيب لا يمكن تصوره». مسليات أخرى تويتد تعازيهم، بما في ذلك كريستين تشينوويث، ديبرا عبث، جوش جروبان، جيسي تايلر فيرغسون، أنسيل إلغورت، ولين مانويل ميراندا. جامعته، جامعة بالدوين والاس، شارك في الفيسبوك أنهم «بحزن لا يصدق من الخسارة» واحد من تلقاء نفسها.

## روابط خارجية
- كايل جين بابتيست على موقع قاعدة بيانات برودواي على الإنترنت (الإنجليزية)